# نامزدان و فهرست‌ها در انتخابات مجلس شورای اسلامی (۱۳۹۱–۱۳۹۰)
در انتخابات مجلس شورای اسلامی (۱۳۹۱–۱۳۹۰) بیش از پنج‌هزار تن نام‌نویسی کردند که بیش از سه‌هزار نفر تأیید صلاحیت شدند.
در این انتخابات اصولگرایان چنددسته شدند و چندین فهرست ارائه کردند که فهرست جبههٔ متحد اصولگرایان و جبههٔ پایداری انقلاب اسلامی مهم‌ترین آن‌ها بود. بخشی از اصلاحطلبان نیز انتخابات را تحریم کرده و بخشی دیگر فهرست دادند.

## نام‌نویسی
ثبت‌نام نامزدان از سوم تا نهم دی ۱۳۹۰ برگزار شد. ۵٬۲۸۳ نفر در این انتخابت نام‌نویسی کردند.
۴٬۹۶۷ نفر مدرک کارشناسی ارشد به بالا داشتند. ۲۷۰ نفر از نمایندگان مجلس هشتم و ۱۷۰ نفر از نمایندگان پیشین نام نوشته‌بودند.

### تاییدشدگان
به گزارش وزارت کشور، سرانجام پس از چندین مرحله اعتراض ردشدگان، در ۳ اسفند تاییدشدگان نهایی را منتشر کرد.

### نامزدان حاضر
از میان تاییدشدگان تا ۳ اسفند، ۳۲۶۹ نامزد ماندند و انصراف نداده‌بودند.
البته در نهایت تا روز پیش از انتخابات نیز حدود ۱۰ نفر باز تأیید شدند.
«فهرست داوطلبان مجلس نهم». درگاه ستاد انتخابات کشور وزارت کشور. ۳ اسفند ۱۳۹۰. بایگانی‌شده از اصلی در ۴ مارس ۲۰۱۶.

## حزب‌ها و گرایش‌ها

### اصولگرایان
اصولگرایان در انتخابات برخلاف انتخابات پیش که تنها با دو فهرست شرکت کرده‌بودند با چندین فهرست شرکت کردند.

#### جبههٔ پایداری انقلاب اسلامی
این جبهه در سال ۱۳۹۰ تشکیل شد. اعضای جبههٔ پایداری به دبیرکلی مرتضی آقاتهرانی خود را از جبهه متحد اصولگرایان جدا نمی‌دانند ولی معتقد به اصولگرایی هستند.
اعضای این جبهه مانند غلامحسین الهام، صادق محصولی، مهدی کوچک‌زاده، مسعود میر کاظمی، حمید رسایی، کامران باقری لنکرانی، روح‌الله حسینیان، مهرداد بذرپاش از اعضای پیشین دولت محمود احمدی‌نژاد و اصولگرایان مخالف جریان موسوم به جریان انحرافی هستند.

#### جبهه جهادگران ایران اسلامی
جهادگران ایران اسلامی  در انتخابات مجلس نهم یک لیست بیست و  شش نفره  با سر لیستی وهاب عزیزی    از تهران و تعدادی کاندیدا هم از شهرستان‌های دیگر معرفی کرد.

#### جبههٔ متحد اصولگرایان
این جبهه نیز مانند سال‌های پیش فهرست اصولگرایان مورد حمایت جامعتین بود. جبههٔ متحد اصولگرایان با جبههٔ پایداری اختلافاتی دارد؛ تا جایی که برخی از اعضای جبهه متحد اصولگرایان، جبههٔ پایداری را متهم به ارتباط پنهانی با جریان انحرافی می‌کردند.
محمدرضا باهنر، احمد توکلی، اسدالله بادامچیان، حمیدرضا ترقی، غلامرضا مصباحی مقدم، علی لاریجانی از جمله اعضای جبهه متحد اصولگرایان اند که با جبههٔ پایداری اختلاف‌هایی دارند.
جبههٔ متحد اصولگرایان نیز از مخالفان جریان پیرامونی دولت می‌باشد.

#### حامیان گفتمان انقلاب اسلامی
این گروه نیز در انتخابات مجلس نهم نامزد معرفی کرد و حامی دولت محمود احمدی‌نژاد است. این گروه در میان مردم به «طرفداران دولت» نیز معروف‌اند.
ایشان با جبههٔ متحد اصولگرایان و جبههٔ پایداری ائتلاف نکردند. جبههٔ پایداری و جبههٔ متحد این گروه را جریان انحرافی می‌خوانند.
عباس امیری‌فر که بازداشت نیز شده‌بوده‌است با حضور در ستاد انتخابات کشور برای نامزدی انتخابات نهمین دوره مجلس نام نوشت. که رد صلاحیت شد.
طرفداران دولت در دی ماه ۱۳۹۰، اقدام به برگزاری مراسمی‌کرد با حضور محمود احمدی‌نژاد و برخی سران و اعضای ستاد انتخاباتیش نظیر عباس امیری‌فر، مجتبی ثمره هاشمی، مهدی خورشیدی آزاد و علی‌اکبر جوانفکر در آستانهٔ انتخابات مجلس نهم در محل مجلس قدیم. در نشست که محمود احمدی‌نژاد خطاب به حامیانش گفت: «بت بزرگ را خواهد شکست» و موجب جنجال‌های زیادی شد.
روزنامهٔ ایران و خبرگزاری «شبکهٔ ایران» اعلام کرده‌اند که همهٔ حامیان گفتمان انقلاب اسلامی رد صلاحیت شده‌اند.
روزنامهٔ ایران در تیتر اول خود نوشته‌بود: «رد صلاحیت حامیان گفتمان احمدی‌نژاد» روزنامه دولت در گزارش خود نوشته است: «آخرین اخبار حاکی است طیف گسترده‌ای از افرادی که به عنوان حامی گفتمان انقلاب اسلامی شناخته می‌شوند در این مرحله بنا بر دلایلی عجیب رد صلاحیت شده‌اند. در نامههای مکتوب ارسال شده برای این افراد قید شده به استناد بند ۱ و ۳ ماده ۲۸ قانون انتخابات مجلس که همان عدم پایبندی و وفاداری به ولایت فقیه و اسلام و نظام مقدس اسلامی می‌باشد از حضور در صحنه انتخابات محروم می‌باشند.» 
خبرگزاری فارس نزدیک به محافل امنیتی و نظامی این خبر روزنامهٔ ایران را در گزارشی با عنوان «روزنامهٔ ایران از «نفاق جریان انحرافی» پرده‌برداری کرد» رد کرد.«روزنامه ایران از «نفاق جریان انحرافی» پرده‌برداری کرد + عکس». خبرگزاری فارس. ۲۱ دی ۱۳۹۰.
بهمن شریف‌زاده و عباس امیری‌فر که در مرحله هیئت‌های نظارت رد صلاحیت شده‌بودند، از سوی شورای نگهبان هم رد صلاحیت شدند. امیری‌فر که سابقهٔ بازداشت در کارنامه دارد و نیز شریف‌زاده از منسوبان به اسفندیار رحیم‌مشایی‌اند.

##### جبههٔ توحید و عدالت
این گروه که برای انتخابات فهرست دادند، دانشجویان و طلبه‌های حامی گفتمان انقلاب و دولت اسلامی‌اند. این گروه در تهران فهرست منتشر کردند.

#### جبههٔ ایستادگی
این گروه که به گروه محسن رضایی معروف اند، جبهه‌ای اند اصولگرا که از جبههٔ متحد میانه‌روتر اند و کسانی که در لبهٔ رد صلاحیت قرار گرفته‌بودند در این گروه بوده‌اند. علی مطهری نیز عضو این گروه بود که جدا شد.

#### جبههٔ بصیرت و بیداری اسلامی
این جبهه به سرپرستی سید شهاب‌الدین صدر آخرین نایب‌رئیس مجلس هشتم تشکیل شد. این گروه نیز از جبههٔ متحد جدا شده‌اند.
پس رد صلاحیت سید شهاب‌الدین صدر این جبهه بی او به کارش ادامه داد.

#### صدای ملت (منتقدان دولت دهم)
پس از بیرون کردن نام علی مطهری و حمیدرضا کاتوزیان و علی عباسپور تهرانی‌فرد از فهرست اصولگرایان، ایشان گروه جدیدی با نام «منتقدین دولت دهم» تشکیل داد که به نام جبهه صدای ملت تغییر نام داد. این جبهه فهرستی ۱۲نفره در تهران ارائه کردند.

#### حامیان ولایت
این گروه نیز زیر نظر علی مطهری جبهه‌ای جداگانه است. نامزدان این جبهه با صدای ملت اشتراک فراوانی دارند.

#### جبههٔ دانشگاهیان انقلاب اسلامی
این جبهه یکی از گروه‌هایی کمتر مطرح بود و در انتخابات فهرست داد. کانون دانشگاهیان ایران اسلامی بنیان‌گذار جبهه است. دبیرکل این جبهه که نزدیک انتخابات تشکیل شد محمدرضا مرندی است.
فهرست دانشگاهیان در تهران ترکیبی از جبههٔ پایداری و جبههٔ متحد و دیگران بود.

#### دیگر فهرست‌ها
چند گروه دیگر از جمله جنبش عدالت و مهرورزی، جبههٔ اتحاد ملی و انسجام اسلامی، فهرست وحدت، شورای هماهنگی نیروهای انقلاب اسلامی، حزب تمدن اسلامی، جهادگران ایران اسلامی، حزب عدالت‌طلبان ایران اسلامی، جبههٔ جوانان ایران امروز از اصولگرایان شرکت کرده‌بودند.

#### فهرست‌های منحل

##### ائتلاف بزرگ اصولگرایان
این جریان را ۲۶ بهمن، سید حسن غفوری‌فرد بنیان‌گذاری کرد. در این جبهه طاهره نظری همسر منوچهر متکی نیز حضور داشت.
در تاریخ ۶ اسفند این گروه اعلام کردند که برای احترام به آیت‌الله مهدوی کنی و آیت‌الله مصباح یزدی ائتلاف بزرگ را منحل اعلام می‌کنند. همچنین مردم را به حضور پرشور در انتخابات فراخواندند.

### اصلاح‌طلبان

#### نام‌نویسی
برای انتخابات ۱۲۹۵ نفر از اصلاح‌طلبان نام نوشته‌بودند.

#### تشکل‌ها

##### جبههٔ مردم‌سالاری
جبههٔ مردم‌سالاری در روز ۱۱ دی۱۳۹۰ در قالب ۱۴ حزب و تشکل قانونی به میدان پای نهادند. او با اعلام پایبندی به قانون اساسی جمهوری اسلامی ایران و نظام ایران همایشی خبری برگزار کردند. مصطفی کواکبیان از اقلیت مجلس هشتم موجودیت ائتلاف جبههٔ مردم‌سالاری را اعلام کرد.
«ما اعتقاد داریم قانون اساسی باید بدون کم‌وکاست و هیچ گونه تنزلی اجرا شود» ‍
کواکبیان در این نشست گفت: ما معتقد ایم که بر اساس اصول قانون اساسی و دیدگاه امام و رهبری، مجلس در راس امور است و هیچ‌کس نباید این موضوع مهم را نادیده بگیرد.
حزب مردم‌سالاری، حزب آزادی، حزب اتحاد ملی ایران، حزب میهن اسلامی، حزب فرزندان ایران، حزب مستقل کار، کانون همبستگی فرهنگیان ایران، کانون فارغ‌التحصیلان آذربایجان غربی، کانون حضرت ولی‌عصر، کانون فارغ‌التحصیلان ابوریحان بیرونی، جمعیت سیاسی اقتدار ملت ایران، جمعیت طرفداران نظام و قانون، جمعیت ایران فردا، انجمن اسلامی دانشگاهیان استان اصفهان از اعضای این جبهه‌اند.

##### خانهٔ کارگر
حزب خانه کارگر نیز در انتخابات شرکت کرده‌است. در مجلس هشتم تنها علی‌رضا محجوب دبیرکل این حزب بود که توانست از اصلاح‌طلبان تهران رأی آورد.
علیرضا محجوب دبیرکل حزب خانه کارگر در همایش جبههٔ‌اصلاحات گفت: «نباید آرمان‌هایی را که دهه فجر را به وجود آورد، فراموش کنیم.» او پس از بیان دلخوری و انتقاد گفت: «باید بسیاری از نکات را نادیده بگیریم و با همدلی و هم‌صدایی در انتخابات حاضر شده و بهترین‌ها را انتخاب کنیم.»
الهه راستگو نیز در این همایش گفت: «حضور در انتخابات همدلی و همراهی ما را نشان خواهد داد و این حضور در جهان به چشم جهانیان خواهد نشست.»
جلودارزاده و پزشکیان نیز در همین راستا سخنانی گفتند.

##### جبههٔ مردمی اصلاحات
این جبههٔ فراگیر شامل بسیاری اصلاح‌طلبان است.
در همایش این جبهه که با حضور مردم و مسعود پزشکیان و علیرضا محجوب و الهه راستگو و سهیلا جلودارزاده برگزار شد. محمد زارع فومنی دبیرکل که مجلس را می‌گرداند گفته‌است: «قصد داریم که تنور انتخابات را داغ کنیم و بدین وسیله بر خلاف خواست دشمنان، انتخاباتی پرشور را با حضور و مشارکت اکثر مردم رقم بزنیم.» و «ما اصلاح‌طلبان مردمی چه تأیید صلاحیت شویم و چه تأیید نشویم، در انتخابات شرکت می‌کنیم و به دشمنان نشان خواهیم داد که به هیچ عنوان حاضر به حرکت در سناریوی آن‌ها نیستیم.»

##### اصلاح‌طلبان معتدل
این گروه که از میانه‌روتر بودند فهرست‌هایی جداگانه برای حضور در انتخابات دادند.
در تهران نیز فهرست کامل دادند.

#### تحریم‌کنندگان
گروهی از اصلاح‌طلبان رسماً اعلام کردند که در انتخابات مجلس نهم شرکت نمی‌کنند و در این انتخابات از هیچ‌کس حمایت نمی‌کنند.
گروهی دیگر از اصلاحطلبان از جمله سید محمد خاتمی در انتخابات شرکت کردند.
احزاب اصلاح طلبی نظیر جبهه مشارکت اسلامی، سازمان مجاهدین انقلاب اسلامی ایران، اعتماد ملی، مجمع مدرسین و محققین حوزه علمیه قم، نهضت آزادی، مجمع روحانیون مبارز و حزب کارگزاران سازندگی لیستی برای انتخابات مجلس نهم ارائه ندادند.
علی‌محمد غریبانی، رئیس دوره‌ای شورای هماهنگی جبههٔ اصلاحات، در گفتگو با خبرگزاری دانشجویان ایران عنوان کرد: «متأسفانه عرصه هر روز تنگ‌تر می‌شود و در نتیجه این شورا تصمیم گرفته‌است فهرست انتخاباتی ارائه ندهد و از هیچ‌کس حمایت نکند.»
محمدرضا تابش، دبیرکل فراکسیون اقلیت مجلس هشتم و رسول منتجب‌نیا، قائم‌مقام حزب اعتماد ملی نیز از مواضع شورای هماهنگی جبهه اصلاحات حمایت کردند.
مهدی کروبی رئیس مجلس اصلاحات و دبیرکل حزب اعتماد ملی، که در حبس خانگی به سر می‌بُرد، خواهان عدم حضور در انتخابات مجلس نهم شد و گفت که می‌خواهند انتخاباتی فرمایشی و دستوری ترتیب دهند.
میرحسین موسوی که در حبس خانگی به سر می‌بُرد، نیز در ملاقات خود با دخترانش اعلام کرد: «با توجه به تداوم وضعیت فعلی نمی‌توان امیدی به انتخابات و شرکت در آن داشت.»
محمد خاتمی رئیس‌جمهور دوران اصلاحات، پیشتر گفته‌بود که اصلاح‌طلبان برای مشارکت در انتخابات مجلس نهم خواهان آزادی زندانیان سیاسی و پایبندی همگان به قانون اساسی و فراهم شدن امکان برگزاری انتخابات سالم و آزاد هستند.
خاتمی دربارهٔ انتخابات مجلس نهم گفت: «حرفم را دربارهٔ شرکت در انتخابات قبلاً گفته‌ام، شرایط مهیا نشد و شرکت در انتخابات معنا ندارد.» البته خاتمی در انتخابات مشارکت کرد.
محمد موسوی خوئینی‌ها دبیرکل مجمع روحانیون مبارز و صادق زیباکلام و محمدرضا خاتمی نائب‌رئیس مجلس ششم و دبیرکل سابق جبههٔ مشارکت نیز در اظهار نظرهایی جداگانه اعلام کردند که در انتخابات مجلس نهم شرکت نمی‌کنند.
شورای هماهنگی راه سبز امید و ۳۹ زندانی سیاسی و ابوالفضل قدیانی، عضو زندانی سازمان مجاهدین انقلاب اسلامی ایران نیز در بیانیه‌هایی جداگانه خواهان تحریم انتخابات مجلس شدند.

##### سازمان مجاهدین انقلاب اسلامی ایران
سازمان مجاهدین انقلاب اسلامی ایران از احزاب اصلاح طلب نیز خواهان تحریم یکپارچه انتخابات مجلس شد. این سازمان در بیانیه خود، انتخابات مجلس نهم را «نه یک انتخابات واقعی، بلکه نمایشی مهندسی‌شده با نتایج از پیش معین برای تشکیل مجلسی مطمئن» توصیف کرد.

##### جبههٔ مشارکت ایران اسلامی
جبهه مشارکت ایران اسلامی، از مهم‌ترین تشکل‌های اصلاح‌طلب، با انتشار بیانیه‌ای مقام‌های جمهوری اسلامی را متهم کرد که دنبال برگزاری «انتخابات نمایشی» در کشور اند و اعلام کرد که در انتخابات مجلس نهم شرکت نخواهد کرد.

### مستقلان

#### ائتلاف کاندیداهای مستقل سراسر کشور
ائتلاف کاندیداهای مستقل سراسر کشور در پنجم اسفند سال 1386 در انتخابات مجلس هشتم شورای اسلامی اعلام موجودیت کرد. این ائتلاف را برخی کاندیداهای مستقل تشکیل داده و از آن زمان تاکنون در همه انتخابات مجلس شورای اسلامی و شوراهای اسلامی شهر و روستا فهرست ارائه کرده است. بنا بر اخبار منتشره در سال‌های گذشته تاکنون دبیرکل این ائتلاف حسین رمضانی خردمردی است. 
نامزدان انتخاباتی حاضر در این ائتلاف انتخاباتی مستقل حزبی بودند نه گرایشی. مثلاً در تهران علی مطهری و احمد توکلی که جزو اصولگرایان اند، گرچه عضو حزب‌ها نیستند در سال 1390 و 1394 عضو این ائتلاف و فهرست انتخاباتی آن در تهران بوده‌اند.

## پی‌نوشت و منبع
1. ↑  «وزیر کشور گزارش نهایی ثبت نام در کل کشور را اعلام کرد: اعلام آمادگی ۱۹ هموطن برای کسب هر کرسی مجلس نهم». درگاه وزارت کشور جمهوری اسلامی ایران. ۱۰ دی ۱۳۹۰. بایگانی‌شده از اصلی در ۴ مارس ۲۰۱۶.
2. ↑  «در اطلاعیه شماره هفت ستاد انتخابات کشور اعلام شد؛ اعلام اسامی نهائی داوطلبان انتخابات نهمین دوره مجلس شورای اسلامی». درگاه وزارت کشور جمهوری اسلامی ایران. ۳ اسفند ۱۳۹۰. بایگانی‌شده از اصلی در ۲۰ ژوئن ۲۰۱۲. دریافت‌شده در ۱ اوت ۲۰۱۵.
3. ↑  خبرآنلاین - باهنر: قالیباف، لاریجانی و رضایی جزء مردودین نیستند/جبهه پایداری مدام به جبهه متحد اصولگرایان حمله می‌کند
4. ↑  «عضو جبهه پایداری: جبهه پایداری لاریجانی و قالیباف را قبول ندارد». بایگانی‌شده از اصلی در ۵ آوریل ۲۰۱۴. دریافت‌شده در ۱ اوت ۲۰۱۵.
5. ↑  «انتساب یک‌تشکل به قالیباف برای اولین‌بار، حمله به جبهه پایداری و تأیید نامه به رهبری در مورد موسوی». بایگانی‌شده از اصلی در ۱۸ ژوئیه ۲۰۱۲. دریافت‌شده در ۱ اوت ۲۰۱۵.
6. ↑  «پایگاه خبری تحلیلی فرارو - بیانیه جبهه پایداری در انتقاد از جریان انحرافی». بایگانی‌شده از اصلی در ۱۴ فوریه ۲۰۱۳. دریافت‌شده در ۱ اوت ۲۰۱۵.
7. ↑  خبرآنلاین - 30نماینده کنونی تهران چه کسانی هستند؟ + جدول آرا
8. ↑  خبرآنلاین - اخراجی‌های دولت احمدی‌نژاد تشکل انتخاباتی – سیاسی تشکیل دادند
9. ↑  IranPressNews: ایران پرس نیوز: اخراجی‌های دولت، مقابل دولت[پیوند مرده]
10. ↑  «اعلام لیست نهایی جهادگران ایران اسلامی». خبرگزاری فارس. ۶ اسفند ۱۳۹۰. بایگانی‌شده از اصلی در ۸ نوامبر ۲۰۱۸.
11. ↑  «سر لیست جهادگران ایران اسلامی تغییر کرد». خبرگزاری مهر. ۶ اسفند ۱۳۹۰.
12. ↑  «وهاب عزیزی سر لیست جهادگران ایران اسلامی شد». خبرگزاری شبستان. ۶ اسفند ۱۳۹۰. بایگانی‌شده از اصلی در ۹ نوامبر ۲۰۱۸. دریافت‌شده در ۹ نوامبر ۲۰۱۸.
13. ↑  «کاتوزیان: مشایی هدایتگر پنهان جبهه پایداری است». بایگانی‌شده از اصلی در ۲۶ مه ۲۰۱۴. دریافت‌شده در ۱ اوت ۲۰۱۵.
14. ↑  کاتوزیان: جبهه پایداری جریان مشایی است - Tabnak.IR | تابناک
15. ↑  «آفتاب - کاتوزیان: مشایی هدایتگر پنهان جبهه پایداری است/ بادامچیان: نه مشایی جبهه پایداری را قبول دارد نه رحیمی». بایگانی‌شده از اصلی در ۱۱ ژانویه ۲۰۱۲. دریافت‌شده در ۱ اوت ۲۰۱۵.
16. ↑  «پایگاه خبری تحلیلی فرارو - احتمال توافق جبهه پایداری با جریان مشایی به روایت ترقی». بایگانی‌شده از اصلی در ۷ ژانویه ۲۰۱۲. دریافت‌شده در ۱ اوت ۲۰۱۵.
17. ↑  «احتمال توافق جبهه پایداری با جریان مشایی». بایگانی‌شده از اصلی در ۵ آوریل ۲۰۱۴. دریافت‌شده در ۱ اوت ۲۰۱۵.
18. ↑  خبرآنلاین - آیت‌الله مهدوی‌کنی:جبهه پایداری می‌خواهد مرا بودا کند/به حسینیان گفتم جوری صحبت کرده‌اید که بنده شده‌ام طرفدار ظلم!
19. ↑  «پرده برداری از عقد اخوت جبهه پایداری و جریان انحرافی». بایگانی‌شده از اصلی در ۳۰ دسامبر ۲۰۱۱. دریافت‌شده در ۱ اوت ۲۰۱۵.
20. ↑  «پایگاه خبری تحلیلی فرارو - بادامچیان: جبهه پایداری تخریب نکند». بایگانی‌شده از اصلی در ۵ آوریل ۲۰۱۴. دریافت‌شده در ۱ اوت ۲۰۱۵.
21. ↑  هشدار مصباحی مقدم به جبهه پایداری - پایگاه خبری تحلیلی فردا | Farda News
22. ↑  «حمله مصباحی مقدم به جبهه پایداری برای چندمین بار». بایگانی‌شده از اصلی در ۲ مه ۲۰۱۲. دریافت‌شده در ۱ اوت ۲۰۱۵.
23. ↑  احمد توکلی: جبهه پایداری رای نمی‌آورد - Tabnak.IR | تابناک
24. ↑  «جدیدترین توهین‌های احمد توکلی به جبهه پایداری». بایگانی‌شده از اصلی در ۱۶ ژوئیه ۲۰۱۲. دریافت‌شده در ۱ اوت ۲۰۱۵.
25. ↑  خبرآنلاین - توکلی: جبهه پایداری رای نمی‌آورند، فقط رای می‌شکنند/اسناد افطاری در هتل چند ستاره را به شورای نگهبان می‌دهم
26. ↑  خبرآنلاین - غفوری فرد:جبهه پایداری برای برگزاری نشست‌های انتخاباتی خود مجوز نگرفته/اگر به خواستهای آن‌ها عمل می‌کردیم همه به فکر چانه زنی می‌افتادند
27. ↑  خبرآنلاین - باهنر: قالیباف، لاریجانی و رضایی جزء مردودین نیستند/جبهه پایداری مدام به جبهه متحد اصولگرایان حمله می‌کند
28. ↑  خبرآنلاین - عضو جبهه پایداری: برای پیوستن به جبهه متحد، اختلاف نظر داریم
29. ↑  خبرآنلاین - غفوری فرد در گفتوگو با خبرآنلاین: بیش از95درصد حامیان موسوی تأیید صلاحیت خواهند شد/مشایی جاسوس نیست
30. ↑  «پایگاه خبری تحلیلی فرارو - زاکانی: جریان انحرافی برای کاندیداهای خود ۱۰تا ۳۰ میلیارد ریال هزینه می‌کند». بایگانی‌شده از اصلی در ۱۱ ژانویه ۲۰۱۲. دریافت‌شده در ۱ اوت ۲۰۱۵.
31. ↑  عباس امیری‌فر هم برای مجلس نهم آمد
32. ↑  «پایگاه خبری تحلیلی فرارو - احمدی‌نژاد: تبر بیاورید تا بت بزرگ را بشکنم!». بایگانی‌شده از اصلی در ۵ آوریل ۲۰۱۴. دریافت‌شده در ۱ اوت ۲۰۱۵.
33. ↑  «حاشیه نگاری ایران از نشست حامیان گفتمان انقلاب اسلامی/ احمدی‌نژاد: تبر را بیاورید! - معیارنیوز - پایگاه خبری تحلیلی حامیان دولت اسلامی». بایگانی‌شده از اصلی در ۱۹ ژانویه ۲۰۱۲. دریافت‌شده در ۱ اوت ۲۰۱۵.
34. ↑  «FarsNewsAgency - خبرگزاری فارس». بایگانی‌شده از اصلی در ۲۸ آوریل ۲۰۱۵. دریافت‌شده در ۱ اوت ۲۰۱۵.
35. ↑  «FarsNewsAgency - خبرگزاری فارس». بایگانی‌شده از اصلی در ۲۸ آوریل ۲۰۱۵. دریافت‌شده در ۱ اوت ۲۰۱۵.
36. ↑  شعارهای حامیان احمدی‌نژاد؛ مخاطب «بت بزرگ» کیست؟
37. ↑  «جنبش راه سبز - احمدی‌نژاد در نشست حامیان خود: به بت بزرگ هم می‌رسیم». بایگانی‌شده از اصلی در ۲۶ ژانویه ۲۰۱۲. دریافت‌شده در ۱ اوت ۲۰۱۵.
38. ↑  «یک روز پس از مطالبه مقام معظم رهبری در خصوص برگزاری انتخابات رقابتی رقم خورد؛ رد صلاحیت حامیان گفتمان احمدی‌نژاد». روزنامه ایران. ۲۱ دی ۱۳۹۰.
39. ↑  «دیگه چه خبر/لطفاً بترسید و به ما رأی دهید». شبکهٔ ایران. ۱۳ بهمن ۱۳۹۰.[پیوند مرده]
40. ↑  شریف‌زاده و امیری‌فر رد صلاحیت شدند - Tabnak.IR | تابناک
41. ↑  «وبگاه کانون دانشگاهیان ایران اسلامی». کانون دانشگاهیان ایران اسلامی. زمستان ۱۳۹۰ خورشیدی. بایگانی‌شده از اصلی در ۷ اوت ۲۰۱۳. تاریخ وارد شده در |تاریخ= را بررسی کنید (کمک)
42. ↑  «مرندی در نشست خبری اعلام کرد؛ اسامی ۲۶ کاندیدای جبهه دانشگاهیان در تهران». خبرگزاری فارس. ۳ اسفند ۱۳۹۰. بایگانی‌شده از اصلی در ۲۸ آوریل ۲۰۱۵.
43. ↑  «گزارش فارس از رقابت 17 لیست انتخاباتی در تهران؛ اسامی کاندیداها و جبهه‌های اصولگرا و اصلاح‌طلب انتخاباتی تهران». خبرگزاری فارس. ۱۰ اسفند ۱۳۹۰. بایگانی‌شده از اصلی در ۲۸ آوریل ۲۰۱۵.
44. ↑  «به احترام آیات یزدی و مهدوی کنی؛ گروه موسوم به ائتلاف بزرگ اصولگرایان منحل شد». خبرگزاری فارس. ۶ اسفند ۱۳۹۰. بایگانی‌شده از اصلی در ۲۸ آوریل ۲۰۱۵.
45. ↑  «نامزدی 1295 اصلاح‌طلب در انتخابات مجلس نهم». خبرگزاری فارس. ۲۰ دی ۱۳۹۰. بایگانی‌شده از اصلی در ۲۷ آوریل ۲۰۱۵.
46. ↑  «نامزدی ۱۲۹۵ اصلاح‌طلب در انتخابات مجلس نهم». جوان آنلاین. ۲۰ دی ۱۳۹۰. بایگانی‌شده از اصلی در ۱۳ ژانویه ۲۰۱۲.
47. ↑  «نامزدی ۱۲۹۵ اصلاح‌طلب در انتخابات مجلس». خبرگزاری جوان. ۲۰ دی ۱۳۹۰.
48. 1 2  «اعلام موجودیت جبهه اصلاح‌طلب مردم‌سالاری». خبرگزاری تابناک. ۱۱ دی ۱۳۹۰.
49. 1 2  «جبهه اصلاح‌طلب مردم‌سالاری اعلام موجودیت کرد». خبرگزاری الف. ۱۱ دی ۱۳۹۰.
50. ↑  «مشروح سخنان محجوب، جلودارزاده، پزشکیان و راستگو در همایش اصلاح‌طلبان؛ "هر کس ایران و انقلاب را دوست دارد در انتخابات شرکت کند"». خبرگزاری فارس. ۱۸ بهمن ۱۳۹۰. بایگانی‌شده از اصلی در ۲ مه ۲۰۱۲.
51. ↑  «با حضور پزشکیان، محجوب، راستگو و جلودارزاده؛ همایش جبهه مردمی اصلاحات برگزار شد». خبرگزاری فارس. ۱۷ بهمن ۱۳۹۰. بایگانی‌شده از اصلی در ۲۸ آوریل ۲۰۱۵.
52. ↑  «فهرست جبهه اصلاح طلبان معتدل». امید اصلاحات. ۲۳ بهمن ۱۳۹۰.[پیوند مرده]
53. 1 2  «سازمان مجاهدین انقلاب: تحریم یکپارچه انتخابات غیرقانونی |. : سحام نیوز:». بایگانی‌شده از اصلی در ۲۳ مارس ۲۰۱۲. دریافت‌شده در ۱ اوت ۲۰۱۵.
54. 1 2  «جنبش راه سبز - اگر اصلاح‌طلبان برای انتخابات لیست هم می‌دادند، رد صلاحیت می‌شدند». بایگانی‌شده از اصلی در ۲۸ ژانویه ۲۰۱۲. دریافت‌شده در ۱ اوت ۲۰۱۵.
55. 1 2  جبهه مشارکت: اراده حاکمیت برگزاری انتخابات نمایشی است؛ شرکت نمی‌کنیم
56. ↑  ثبت نام داوطلبان نمایندگی نهمین دوره مجلس آغاز شد
57. ↑  تقاضای گروه‌های اصلاح‌طلب از مردم: در انتخابات فرمایشی شرکت نکنید! | ایران | Deutsche Welle | 24.12.2011
58. ↑  «آفتاب - موضع شورای هماهنگی جبهه اصلاحات در انتخابات مجلس اعلام شد». بایگانی‌شده از اصلی در ۱۰ مه ۲۰۱۲. دریافت‌شده در ۱ اوت ۲۰۱۵.
59. ↑  «رسول منتجب‌نیا: کاندیدای انتخابات مجلس نمی‌شوم «سایت خبری تحلیلی کلمه». بایگانی‌شده از اصلی در ۴ مارس ۲۰۱۶. دریافت‌شده در ۱ اوت ۲۰۱۵.
60. ↑  «آفتاب - منتجب‌نیا: کاندیدای انتخابات مجلس نمی‌شوم». بایگانی‌شده از اصلی در ۹ ژانویه ۲۰۱۲. دریافت‌شده در ۱ اوت ۲۰۱۵.
61. ↑  «پیام مهدی کروبی از حبس: می‌خواهند انتخاباتی فرمایشی و دستوری ترتیب دهند |. : سحام نیوز:». بایگانی‌شده از اصلی در ۷ ژوئیه ۲۰۱۲. دریافت‌شده در ۱ اوت ۲۰۱۵.
62. ↑  «Ù…Ù‡Ø¯ÛŒ Ú©Ø±ÙˆØ¨ÛŒ: Ø§Ù†ØªØ®Ø§Ø¨Ø§Øª Ù Ø±Ù…Ø§ÛŒØ´ÛŒ Ùˆ Ø¯Ø³ØªÙˆØ±ÛŒ Ø§Ø³Øª/ Ù…ÛŒØ±ØØ³ÛŒÙ† Ù…ÙˆØ³ÙˆÛŒ: Ø§Ù…ÛŒØ¯ÛŒ Ø¨Ù‡ Ø´Ø±Ú©Øª Ø¯Ø± Ø§ÛŒÙ† Ø§Ù†ØªØ®Ø§Ø¨Ø§Øª Ù†ÛŒØ³Øª «Ø³Ø§ÛŒ...». بایگانی‌شده از اصلی در ۱۵ آوریل ۲۰۱۴. دریافت‌شده در ۱ اوت ۲۰۱۵.
63. ↑  شورای هماهنگی جبهه اصلاحات در انتخابات مجلس شرکت نمی‌کند
64. ↑  محمد خاتمی: شرکت در انتخابات معنا ندارد
65. ↑  «نسخه آرشیو شده». بایگانی‌شده از اصلی در ۲۴ مه ۲۰۱۲. دریافت‌شده در ۱ اوت ۲۰۱۵.
66. ↑  واکنش صریح محمدرضا خاتمی به گزارش کمیسیون اصل نود | ایران | Deutsche Welle | 31.12.2011
67. ↑  «خاتمی به اقلیت مجلس: بترسید از رد صلاحیت خود توسط مردم | ندای سبز آزادی». بایگانی‌شده از اصلی در ۴ مارس ۲۰۱۶. دریافت‌شده در ۱ اوت ۲۰۱۵.
68. ↑  «آفتاب - زیباکلام: هیچ اصلاح‌طلب واقعی برای انتخابات مجلس ثبت نام نکرده است». بایگانی‌شده از اصلی در ۴ مه ۲۰۱۲. دریافت‌شده در ۱ اوت ۲۰۱۵.
69. ↑  زیباکلام: هیچ اصلاح‌طلب واقعی برای انتخابات مجلس ثبت نام نکرده است
70. ↑  «آیا موضع اکبرهاشمی رفسنجانی عدم شرکت در انتخابات است؟ | ایران | فارسی». بایگانی‌شده از اصلی در ۱۲ مارس ۲۰۱۲. دریافت‌شده در ۱ اوت ۲۰۱۵.
71. ↑  آیت‌الله خوئینی: مردم می‌دانند با چنین انتخاباتی چگونه برخورد کنند
72. ↑  ۳۹ زندانی سیاسی: گرم کردن تنور انتخابات، کمک به استبداد و در تقابل با دمکراسی است
73. ↑  Farda News - © 2012تمام حقوق این وب‌سایت بر اساس قانون کپی‌رایت برای رادیو فردا محفوظ است
74. ↑  شورای هماهنگی راه سبز امید: انتخابات مجلس غیرقانونی است | ایران | Deutsche Welle | 19.12.2011
75. ↑  BBC فارسی - ایران - ابوالفضل قدیانی خواهان 'تحریم یکپارچه و فعال' انتخابات مجلس شد
76. ↑  مجاهدین انقلاب و چند نماینده سابق هم انتخابات اسفند را تحریم کردند
77. ↑  «تصویر و مشخصات اعضای ائتلاف کاندیداهای مستقل در تهران». وبگاه ائتلاف کاندیداهای مستقل سراسر کشور.